# Ludwig (Schiff, 1872)
Ludwig war das zweite Fahrgastschiff, das auf dem Würmsee im Linienverkehr zum Einsatz kam. Es war nach Ludwig II. benannt.

## Geschichte
Schon seit 1851 verkehrte der Raddampfer Maximilian auf dem See. Den fahrplanmäßigen Schiffsverkehr hatte Ulrich Himbsel eingerichtet, dessen Sohn Franz das Unternehmen an eine Aktiengesellschaft verkauft hatte, nachdem die Bahnstrecke  München – Starnberg verlängert worden war und das am südlichen Ende des Sees liegende Seeshaupt einen Bahnanschluss erhalten hatte.
Diese Würmsee-Dampfschifffahrts-Gesellschaft begann nach einigen mäßigen Jahren so zu prosperieren, dass im Jahr 1871 ein zweites Schiff geordert wurde. Die Ludwig wurde bei Escher Wyss & Co. gebaut. Sie ähnelte in den Ausmaßen und der Ausstattung der Maximilian und konnte ebenfalls 300 Personen befördern, besaß aber im Gegensatz zu dem älteren Dampfer eiserne Aufbauten und eine stärkere Maschine. Die Endmontage erfolgte offenbar in Starnberg: „Am Schiffsbauplatz an der nördlichsten Spitze des schönen Würmsees sieht man jetzt im Freien den Rumpf des im Bau begriffenen neuen Dampfschiffes „Ludwig“ liegen, das heuer noch vom Stapel gelassen werden soll“, war in einem Zeitungsbericht vom Juli 1872 zu lesen. „Dasselbe scheint etwas niedriger als das bisher schon im Kurs befindliche Dampfschiff „Maximilian“, dafür aber auch von einer sehr gefälligen Gestalt zu werden.“
„Der neue Dampfer, nach seiner Majestät dem Könige [...] genannt, [...] hat die schlanke elegante Form eines Klippers mit rückwärts geneigtem Schornstein“, stand in einem Bericht über die Einweihung des Dampfers. Er durchschneide mit scharfem Schnabel in unglaublicher Schnelligkeit das Wasser.
Zur Einweihung fuhr der neue Dampfer von Starnberg aus in Richtung Seeshaupt, der alte kam ihm aus entgegengesetzter Richtung entgegen und vor Schloss Berg trafen sich die Schiffe, während der König vom Balkon her „huldvollst“ grüßte. Das Schiff fuhr dann weiter nach Tutzing und steuerte danach Leoni an, wo Ludwig II. „unverhofft“ erschien und die auf einer Wiese feiernde Festgesellschaft noch einmal „huldvollst“ begrüßte. Graf von Rambaldi, Vorsitzender der Aktiengesellschaft, verlas bald darauf ein im Auftrag des Königs verfasstes Schreiben, in dem dieser noch einmal für die Begrüßung vor Schloss Berg dankte.
Das Schiff nahm nach dieser Feier am 24. Juli 1872 seinen Dienst auf. Bereits wenige Tage später gab es ein kleines Malheur. Anlässlich des Deutschen Journalistentags reisten die Teilnehmer von München an den Würmsee, um dort den Dampfer zu besteigen. Schon bei der Anreise gab es Probleme, weil die Lokomotive „Adler“ unterwegs den Dienst versagte und in Gauting gegen die „Klopstock“ vertauscht werden musste. Das Dampfschiff Ludwig, das in Starnberg „im herrlichsten Flaggenschmucke“ wartete, erreichten die Journalisten aber noch. Sie fuhren erst nach Seeshaupt, dann zurück bis Possenhofen, dann nach Berg, wo „lustig gezecht, gesungen und getostet [sic!]“ wurde, ehe man nach Tutzing weiterfuhr, wo die Gruppe wiederum bewirtet und außerdem auch vom Hoffotografen Albert fotografiert wurde. Mittlerweile war allerdings ein Gewitter aufgezogen. Auf der Rückfahrt „ward es plötzlich so finster und der See so stürmisch, daß das Schiff seinen Lauf einhalten und lavieren mußte, in Folge dessen das Steuerrad defekt wurde.“ Das Ganze ging aber glimpflich aus; der Schaden konnte rasch repariert werden.
Im August 1874 gab es ein ernsthafteres Unglück. Anlässlich einer Sängerfahrt nach Tutzing, an der so viele Gäste teilnahmen, dass beide Dampfschiffe mehr als ausgelastet waren, hielt man es für ratsam, möglichst dicht am Ufer entlangzufahren. Dabei geriet ein Leipziger Sänger, der in einem Kahn unterwegs war, mit seinem Fahrzeug unter ein Schaufelrad des Dampfers Ludwig „und ward [...] als Leiche aufgefunden. Sein Todesschrei hatte weithin am Ufer Alles allarmiert [sic!].“
Im Jahr 1900 wurde das Schiff umgebaut. Es erhielt einen neuen Decksaufbau, in dem ein Salon für die Erste Klasse untergebracht wurde, und ein geschlossenes Steuerhaus. Ferner wurde es mit einer Dampfheizung sowie einer Klosettspülung ausgestattet.
Zu Beginn des Jahres 1915 endete die Konzession für die Aktiengesellschaft geendet, die bisher das Schiff betrieben hatte. Der bayerische Staat übernahm die Schifffahrt auf dem See. Zuständig für die Schiffe waren nun die Bayerischen Staatseisenbahnen.
Nach dem Ersten Weltkrieg wurden die Schiffe auf dem Würmsee, deren Namen Bezug zum Königshaus hatten, umgetauft. Aus der Ludwig wurde die Tutzing. 1935 wurde der Dampfer unter diesem Namen verschrottet. Sein Nachfolger war die zweite Tutzing, die 1937 den Betrieb aufnahm.